# Kennetia javana
Kennetia javana är en stekelart som beskrevs av Giordani Soika 1995. Kennetia javana ingår i släktet Kennetia och familjen Eumenidae. Inga underarter finns listade i Catalogue of Life.